# ヴィルヘルム・バッツ
ヴィルヘルム・バッツ(ドイツ語: Wilhelm "Willi" Batz、1916年5月21日 - 1988年9月11日)は、ドイツの軍人。第二次世界大戦では、総出撃回数445回、総撃墜数237機の戦果を上げたトップ・エースである(そのうち234機は独ソ戦で撃墜したものである)。そのなかで彼自身4回撃墜され、3回負傷している。また、アメリカ陸軍航空軍との戦闘のさなかエンジンが火を噴いたこともある。
多くの撃墜数を誇るその戦果により騎士鉄十字章を受章した。

## 経歴
バッツは1916年5月21日にドイツ帝国バンベルクに生まれた。幼いころからマンフレート・フォン・リヒトホーフェンに憧れ、自身もパイロットを目指して育った。
1935年にドイツ国防軍空軍へ入隊した。
1937年、カウフボイレンの航空学校やバード・アイブリングのパイロット養成学校の教官に就任した。第二次世界大戦勃発後の1940年11月に少尉に昇進したが、彼の参戦志願は頻繁に却下されていた。
1942年12月、総飛行5000時間を超えた彼は東部予備戦闘飛行隊を経て、ようやく第52戦闘航空団(JG52)へ配属された。
1943年3月11日、ケルチ海峡上空でソ連の攻撃機Il-2を撃墜し、彼は初の戦果を上げた。1943年5月、彼はJG52第5飛行中隊中隊長に任命され、その年の9月までに20機を撃墜した。
1944年3月26日、75機撃墜の功績によって騎士鉄十字章が贈られたが、その僅か2日後に100機撃墜を記録している。
同年4月、バッツはJG52第III飛行隊飛行隊長に任命された。6月には、彼の部隊はアメリカの第15遠征機動任務部隊からルーマニアの油田を守るため運用された。そのとき、彼はアメリカの戦闘機P-51を2機、同爆撃機B-24を1機それぞれ撃墜している。大尉へと昇進した彼は、188機撃墜の功績により柏葉付騎士鉄十字章を贈られた。8月17日にはついに撃墜数200機を記録した。1944年の内に彼は224機の敵機を撃墜している。
1945年2月、バッツはJG52第II飛行隊飛行隊長に任命され、ハンガリーに移った。少佐となった彼は、1945年4月21日に柏葉・剣付騎士鉄十字章を贈られた。戦争終結までに彼の部隊はハンガリー及びオーストリアから脱出し、アメリカに明け渡してドイツに戻ったため、JG52の他の二部隊のように長年ソヴィエトに拘束されずに済んでいる。

## 叙勲
- 戦傷章
  - 戦傷章銀章
- 空軍名誉杯[5][注釈 1]
- 空軍前線飛行章
  - ペナント付空軍前線飛行章金章 (400回)
- パイロット兼観測員章
- ドイツ十字章
  - ドイツ十字章金章 (1944年1月28日)[7]
- 鉄十字章
  - 二級鉄十字勲章1939年章 (1943年4月24日)[8]
  - 一級鉄十字勲章1939年章 (1943年7月3日)[8]
- 騎士鉄十字章
  - 騎士鉄十字章 (1944年3月26日)[9]
  - 柏葉付騎士鉄十字章 (1944年7月20日)[9]
  - 柏葉・剣付騎士鉄十字章 (1945年4月21日)[注釈 2]